# Accordi di Grenelle

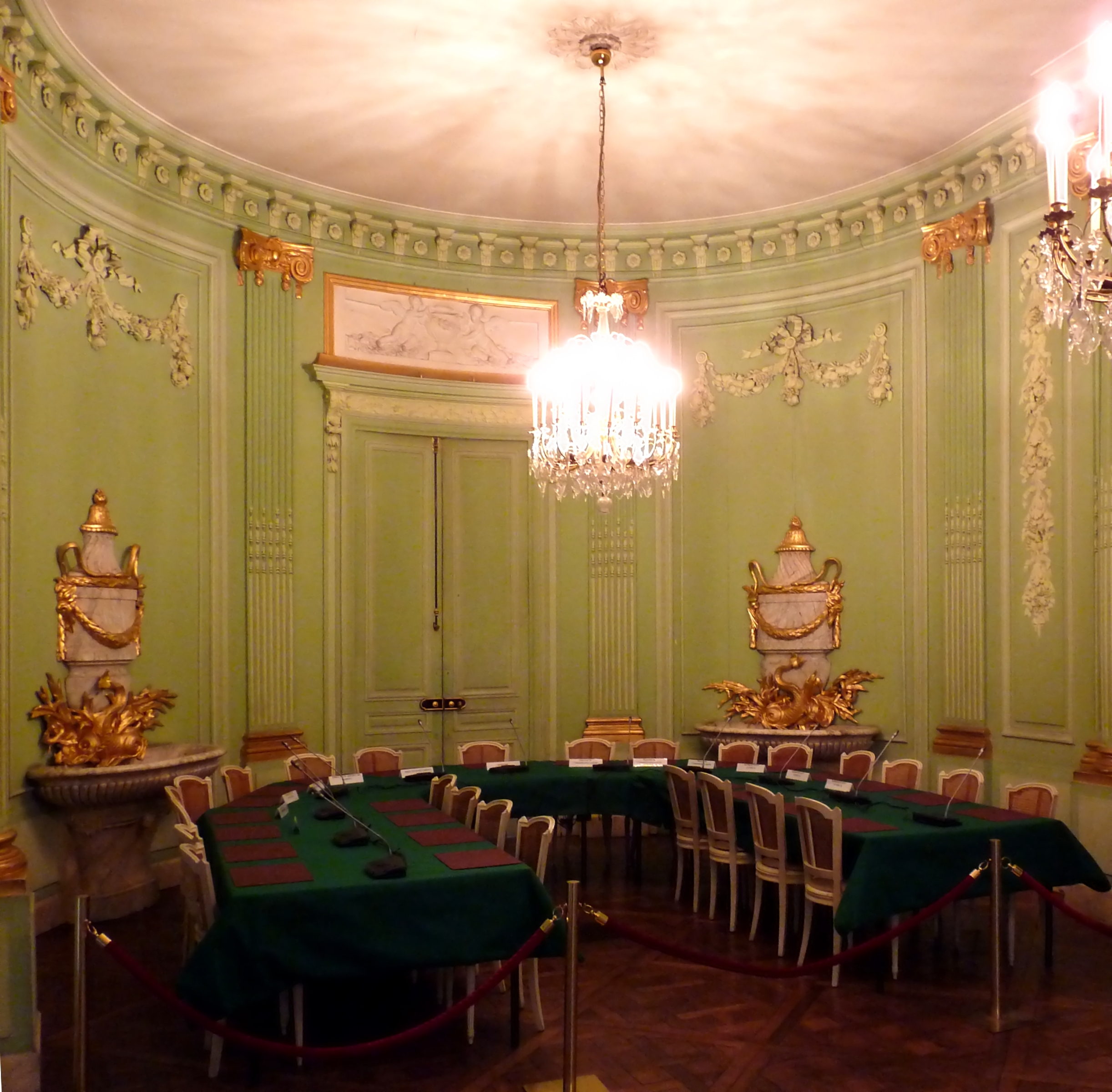
La sala degli "accordi" al Ministero del lavoro (Hôtel du Châtelet).

Gli accordi di Grenelle furono negoziati il 25 e il 26 maggio, nel pieno della crisi del Maggio '68, dai rappresentanti del governo Pompidou, dai sindacati e dai rappresentanti del padronato.
Tra i negoziatori figuravano Jacques Chirac, allora giovane segretario di Stato agli Affari locali, e Georges Séguy, in rappresentanza della CGT.
L'accordo, concluso il 27 maggio 1968 ma mai firmato, consisteva essenzialmente in un aumento del 35% dello SMIG (Salario Minimo Interprofessionale Garantito) e del 10% in media dei salari reali. Prevedeva anche la creazione della "sezione sindacale d'impresa" (organismo analogo ai Consigli di fabbrica che dagli anni settanta ai novanta costituirono la rappresentanza sindacale unitaria di base in Italia), attuata poi con legge il 27 dicembre 1968.
Respinti dalla base, gli accordi non risolsero nell'immediato la crisi sociale, e lo sciopero continuò. Tuttavia tre giorni dopo, il 30 maggio, il generale de Gaulle di ritorno a Parigi da un incontro con il generale Massu a Baden-Baden, confortato dalla enorme manifestazione della destra agli Champs-Élysées, decise lo scioglimento dell'Assemblea Nazionale e indisse le elezioni legislative che videro il 30 giugno 1968 il trionfo dei gollisti dell'UDR con 293 seggi su 378 e misero fine, per il momento, alla crisi politica.
Il nome di Grenelle deriva dal luogo in cui l'accordo fu negoziato, il Ministero del Lavoro sito appunto in rue de Grenelle, a Parigi, nell'antico Hôtel du Châtelet.
L'edificio, costruito alla fine del XVIII secolo e un tempo sede arcivescovile, fu destinato al Ministero del Lavoro nel 1905. L'ambiente di riunione, che si chiamò da allora «salle des Accords» era l'antico salone da pranzo, che ha conservato la decorazione settecentesca.
Il nome Grenelle è stato in seguito ripreso per designare ampie discussioni aperte alle forze sociali e finalizzate a costruire un vasto compromesso sociale, come nel caso del "Grenelle 2007 de l'Environnement".